# Khanato di Mongolia
Il Khanato di Mongolia (mongolo: Богд хаант Монгол Улс ; cinese:博克多汗國) fu il governo della Mongolia Esterna tra il 1911 e il 1919 e di nuovo dal 1921 al 1924.
Nella primavera del 1911 alcuni importanti nobili mongoli, tra cui il principe Tögs -Ochiryn Namnansüren, persuasero il Jebstundamba Khutukhtu a convocare una riunione di nobili e funzionari ecclesiastici per discutere dell'indipendenza dalla Cina Qing. Il 30 novembre 1911 i mongoli istituirono il governo provvisorio di Khalkha. Il 29 dicembre 1911 dichiararono la loro indipendenza dall'Impero Qing dopo la Rivoluzione Xinhai e poi installarono come sovrano teocratico l'8° Bogd Gegeen, la massima autorità del buddismo tibetano in Mongolia, che prese il titolo di Bogd Khan o "Santo Sovrano".  Il Bogd Khan fu l'ultimo khan dei mongoli. Questo inaugurò il periodo della "Mongolia teocratica"; il regno del Bogd Khan è solitamente conosciuto come il "Bogd Khanate".
Tre correnti storiche erano all'opera in questo periodo. Il primo furono gli sforzi dei Mongoli per formare uno stato teocratico indipendente che comprendesse Mongolia Interna, Barga (noto anche come Hulunbuir), Mongolia Superiore, Mongolia occidentale e Tannu Uriankhai (" pan-mongolismo "). Il secondo era la determinazione dell'Impero russo di raggiungere il duplice obiettivo di stabilire il proprio predominio nel paese, ma allo stesso tempo garantire l'autonomia della Mongolia all'interno della nascente Repubblica di Cina (ROC). Il terzo era il successo finale della Repubblica Cinese nell'eliminare l'autonomia mongola e stabilire la sua piena sovranità sulla regione dal 1919 al 1921.

## Rivoluzione mongola del 1911
Il 2 febbraio 1913 il Bogd Khan inviò forze di cavalleria mongole per "liberare" la Mongolia Interna dalla Cina. L'impero russo si rifiutò di vendere armi al Bogd Khan e lo zar russo Nicola II parlò di "imperialismo mongolo". L'unico paese a riconoscere la Mongolia come stato legittimo fu il Tibet, che contemporaneamente aveva dichiarato la propria indipendenza dalla Dinastia Qing. Tibet e Mongolia in seguito firmarono un trattato di amicizia e affermarono il riconoscimento reciproco.

## Governo e società
A quel tempo, il governo era ancora composto da un Khanato feudale, che manteneva il suo sistema in vigore in gran parte con il potere dell'agricoltura, come lo erano state la maggior parte delle società pastorali tradizionali dell'Asia orientale. Il nuovo stato mongolo era una fusione di elementi molto diversi: istituzioni politiche occidentali, teocrazia mongola e tradizioni amministrative e politiche imperiali Qing. Il 29 dicembre fu dichiarato giorno dell'indipendenza e festa nazionale. Urga (l'attuale Ulan Bator ), fino ad allora noto ai mongoli come il "Grande Monastero", fu ribattezzato "Monastero della Capitale" per riflettere il suo nuovo ruolo di sede del governo. Il nome dello stato era il "Grande stato mongolo". Dopo fu adottata una bandiera di stato, creato un parlamento composto da camere alte e basse, fu formato un nuovo governo mongolo con cinque ministeri: affari interni ed esteri, finanza, giustizia ed esercito e di conseguenza, fu creato un esercito nazionale.
Il nuovo stato rifletteva anche i vecchi modi; il Bogd Khan adottò un titolo di regno, "Elevato dai molti", un nome di stile usato (si credeva) dagli antichi re del Tibet. Il titolo promosse i principi e i lama regnanti di un grado, un atto tradizionalmente eseguito dagli imperatori cinesi appena insediati. I principi laici e religiosi furono incaricati di rendere il loro tributo annuale, i "nove bianchi". Per tradizione i "nove bianchi" erano otto cavalli bianchi e un cammello bianco. In questa occasione, i "nove bianchi" erano costituiti da 3.500 cavalli e 200 cammelli inviati al Bogd Khan al posto dell'imperatore Qing, come in passato. 
Lo stesso Bogd Khan fu la scelta inevitabile come capo dello stato vista la sua statura di simbolo venerato del buddismo in Mongolia. Era famoso in tutto il paese per i suoi poteri oracolari e soprannaturali e come Gran Khan dei Mongoli. Stabilì contatti con potenze straniere, cercò di aiutare lo sviluppo dell'economia (principalmente agricoltura e questioni militari), ma il suo obiettivo principale era lo sviluppo del buddismo in Mongolia. Il nuovo stato era teocratico e il suo sistema si adattava ai mongoli, ma non era economicamente efficiente poiché i leader erano inesperti di questioni di governo. 
Il capo dell'amministrazione ecclesiastica di Bogd Khan ( Shav' yamen ) si sforzò di trasferire quanti più ricchi pastori possibili nella proprietà ecclesiastica ( Ikh shav' ), provocando un carico fiscale sempre più pesante sulla popolazione. Diecimila statuette di Buddha furono acquistate nel 1912 come offerta propiziatoria per ripristinare la vista del Bogd Khan. Una statua in ghisa del Buddha, alta 84 piedi, fu portata da Dolonnor, dove fu costruito un tempio per ospitare la statua.

## Manovra diplomatica sulla Mongolia
Il nuovo governo sotto Bogd Khan cercò di ottenere il riconoscimento internazionale, in particolare dal governo russo. Lo zar, tuttavia, rifiutò la richiesta di riconoscimento mongola, a causa di un'ambizione imperiale russa comune all'epoca di conquistare gli stati dell'Asia centrale, e la Mongolia era prevista per un'ulteriore espansione. Per tutta l'era di Bogd Khan, le posizioni dei governi della Cina e della Russia furono chiare e coerenti. La Cina era fermamente convinta che la Mongolia fosse, e dovesse rimanere, parte integrante della Cina. La costituzione (provvisoria) della nuova repubblica cinese conteneva una dichiarazione intransigente in tal senso. Una legge relativa all'elezione dell'Assemblea nazionale cinese prevedeva i delegati della Mongolia esterna. Da parte loro, il governo imperiale russo accettava il principio che la Mongolia deve rimanere formalmente parte della Cina; tuttavia, la Russia era ugualmente determinata sul fatto che la Mongolia possedesse poteri autonomi così sostanziali da renderla quasi indipendente, quindi riconobbe l'autonomia della regione. L'impero russo non poté agire in base all'ambizione a causa di lotte interne, il che permise alla Russia di affermare che la Mongolia era sotto la sua protezione. Così, nel 1912 la Russia concluse una convenzione segreta con l'Impero del Giappone delineando le rispettive sfere di influenza: la Manciuria meridionale e la Mongolia interna caddero in mano ai giapponesi, la Manciuria settentrionale e la Mongolia esterna ai russi. Bogd Khan disse a Yuan Shikai, il Presidente della Repubblica di Cina "Ho stabilito il nostro stato prima di te, mongoli e cinesi hanno origini diverse, le nostre lingue e scritture sono diverse''.

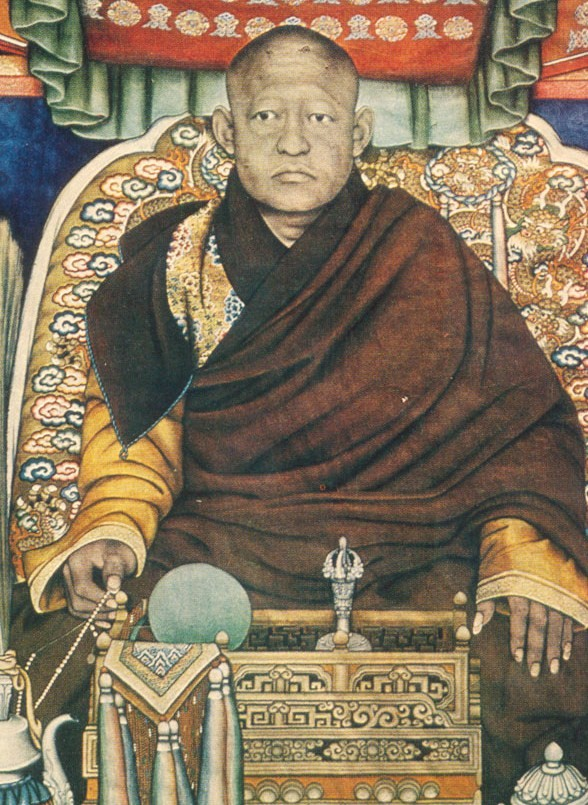
Il Bogd Khan

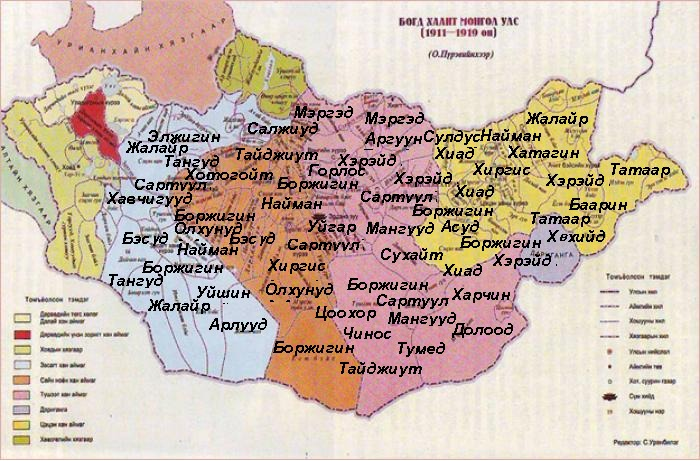
Tribù della Mongolia esterna negli anni '10

Nonostante l'opposizione cinese e russa, i mongoli furono instancabili nei loro sforzi per attirare il riconoscimento internazionale della loro indipendenza. Note diplomatiche vennero inviate ai consolati stranieri ad Hailar, ma nessuno rispose. Una delegazione si recò a San Pietroburgo con lo scopo, tra l'altro, di contattare gli ambasciatori europei esprimendo il desiderio di relazioni diplomatiche. I russi non permisero questi contatti. Una successiva delegazione a San Pietroburgo inviò note agli ambasciatori occidentali che annunciavano l'indipendenza della Mongolia e la formazione di uno stato pan-mongolo, ma ancora una volta nessuno rispose. I mongoli tentarono di inviare una delegazione in Giappone, ma il console giapponese ad Harbin gli impedì di procedere ulteriormente.

### Trattato di amicizia Tibet-Mongolo
Mentre questi sforzi per ottenere il riconoscimento internazionale continuavano, mongoli e russi stavano negoziando. Alla fine del 1912, la Russia e i mongoli firmarono un trattato con il quale la Russia riconosceva l'autonomia mongola all'interno della Repubblica di Cina; prevedeva anche l'assistenza russa nell'addestramento di un nuovo esercito mongolo e privilegi commerciali russi in Mongolia. Tuttavia, nell'equivalente versione mongola del trattato, furono utilizzati i termini che indicavano una piena indipendenza. Entrambe le versioni avevano lo stesso valore; quindi era formalmente il riconoscimento della Mongolia come stato indipendente e il suo nome di "Grande stato mongolo". Nel 1913 la Russia accettò di fornire armi alla Mongolia e un prestito di due milioni di rubli. Nel 1913, Mongolia e Tibet firmarono un trattato bilaterale, nel quale si riconoscevano come Stati indipendenti.
Nel novembre 1913 vi fu una dichiarazione sino-russa che riconosceva la Mongolia come parte della Cina ma con autonomia interna; inoltre, la Cina accettava di non inviare truppe o funzionari in Mongolia, né di consentire la colonizzazione del paese; doveva anche accettare i "buoni uffici" della Russia negli affari sino-mongoli. Ci doveva essere una conferenza tripartita, a cui avrebbero partecipato Russia, Cina e le "autorità" della Mongolia. Questa dichiarazione non fu considerata legittima dalla Mongolia in quanto il governo mongolo non aveva partecipato alla decisione.
Per ridurre le tensioni, i russi decisero di fornire alla Mongolia più armi e un secondo prestito, questa volta di tre milioni di rubli. C'erano altri accordi tra Russia e Mongolia in questi primi anni riguardanti armi, istruttori militari, telegrafi e ferrovie che furono conclusi o quasi allo scoppio della prima guerra mondiale nel 1914. Nell'aprile 1914, la regione settentrionale del Tannu Uriankhai fu formalmente accettata come protettorato russo.

### Accordo Kyakhta del 1915
Una conferenza tripartita tra l'Impero russo, la Repubblica di Cina e il governo di Bogd Khan si tenne a Kyakhta nell'autunno del 1914. Il rappresentante mongolo, il primo ministro Tögs-Ochiryn Namnansüren, era determinato a estendere l'autonomia all'indipendenza de facto. I cinesi cercarono invece di ridurre al minimo, se non di porre fine, all'autonomia mongola. La posizione russa era da qualche parte nel mezzo. Il risultato fu il Trattato di Kyakhta del giugno 1915, che riconosceva l'autonomia della Mongolia all'interno dello stato cinese. Tuttavia, la Mongolia Esterna rimase effettivamente al di fuori del controllo cinese e mantenne le caratteristiche principali dello stato secondo il diritto internazionale dell'epoca. 
I mongoli consideravano il trattato un disastro perché negava il riconoscimento di uno stato veramente indipendente. La Cina considerava il trattato in modo simile, acconsentendo solo perché era preoccupata per altri problemi internazionali, in particolare con il Giappone. Il trattato conteneva una caratteristica significativa che i cinesi avrebbero poi trasformato a loro vantaggio; il diritto di nominare un alto commissario a Urga e vice alti commissari a Uliastai, Khovd e Kyakhta. Ciò fornì il pretesto per una presenza politica di alto livello in Mongolia.

## I cinesi tentano di reintegrare la Mongolia
Nel dicembre 1915, Yuan Shikai, il presidente della Repubblica cinese, inviò doni a Bogd Khan e a sua moglie. In cambio, il Bogd Khan inviò una delegazione di 30 persone a Pechino con doni in cambio di Yuan: quattro cavalli bianchi e due cammelli. La delegazione fu ricevuta dallo stesso Yuan Shikai, ora proclamato sovrano di un restaurato impero cinese.  La delegazione incontrò Yuan Shikai il 10 febbraio 1916. In Cina ciò fu interpretato nel contesto del tradizionale sistema tributario, quando tutte le missioni con doni ai governanti cinesi erano considerate segni di sottomissione. A questo proposito, fonti cinesi affermarono che un anno dopo, il Bogd Khan accettò di partecipare a una cerimonia di investitura, un rituale Qing formale con il quale i nobili di frontiera ricevevano il brevetto e il sigillo della nomina imperiale alla carica; Yuan gli conferì la più alta onorificenza al merito della Cina; decorazioni minori ma significative furono assegnate ad altri principi mongoli anziani. In realtà, dopo la conclusione dell'accordo Kyakhta nel 1914, Yuan Shikai inviò un telegramma al Bogd Khan informandolo che gli era stato conferito il titolo di "Bogd Jevzundamba Khutuktu Khaan della Mongolia Esterna" e che non c'era bisogno di conferirlo di nuovo.

## Abolizione dell'autonomia mongola
Il 4 agosto 1919 si tenne a Urga un'assemblea di principi per discutere l'invito di Semyonov a unirsi al movimento panmongolo; questo perché i Khalkha erano minacciati da un gruppo panmongolista di un reggimento mongolo e due buriati che avanzavano da Dauria. Mentre quella campagna militare fallì, la Cina continuò ad aumentare il numero delle truppe in Mongolia. Il 13 agosto 1919 il commissario Chen Yi ricevette un messaggio dai "rappresentanti dei quattro aimag ", chiedendo che la Cina venisse in aiuto della Mongolia contro Semyonov, che esprimeva anche il desiderio della nobiltà Khalkha di ripristinare il precedente sistema Qing. Tra l'altro, secondo un dispaccio dell'Associated Press, alcuni capi mongoli firmarono una petizione chiedendo alla Cina di riprendere l'amministrazione della Mongolia e porre fine all'autonomia della Mongolia esterna.
Seguirono le pressioni di Chen Yi sui principi mongoli; ai negoziati parteciparono anche rappresentanti del Bogd Khan. Alla fine, i principi concordarono un lungo elenco di sessantaquattro punti " Sul rispetto della Mongolia esterna da parte del governo cinese e sul miglioramento della sua posizione in futuro dopo l'autoabolizione dell'autonomia". Questo documento offriva la sostituzione del governo mongolo con funzionari cinesi, l'introduzione di guarnigioni cinesi e il mantenimento dei titoli feudali. Secondo l'ambasciatore Kudashev, la maggior parte dei principi sostenne l'abolizione dell'autonomia. Il Bogd Khan inviò una delegazione al presidente della Cina con una lettera in cui si lamentava che il piano per abolire l'autonomia era un espediente del solo Alto Commissario e non un desiderio del popolo della Mongolia. Il 28 ottobre 1919 l'Assemblea nazionale cinese approvò gli articoli. Il presidente Xu Shichang inviò una lettera conciliativa al Bogd Khan, giurando rispetto per i sentimenti mongoli e riverenza per il Jebtsundamba Khututktu e per la fede buddista.
Pochi mesi prima il governo cinese aveva nominato nuovo commissario per la frontiera nordoccidentale Xu Shuzheng. Xu aveva una visione della Mongolia molto diversa da quella riflessa nei sessantaquattro punti. Presentava un vasto piano di ricostruzione. Arrivato con scorta militare a Urga il 29 ottobre, informò i mongoli che i sessantaquattro punti avrebbero dovuto essere rinegoziati. Presentò una serie molto più rigida di condizioni, gli "Otto articoli", chiedendo l'espressa dichiarazione della sovranità cinese sulla Mongolia, un aumento della popolazione della Mongolia (presumibilmente attraverso la colonizzazione cinese),la promozione del commercio, dell'industria e dell'agricoltura. I mongoli resistettero, spingendo Xu a minacciare di deportare il Bogd Khan in Cina se non avesse accettato immediatamente le condizioni. Per enfatizzare il punto, Xu collocò le truppe davanti al palazzo di Bogd Khan. I giapponesi furono quelli che ordinarono a questi signori della guerra cinesi filo-giapponesi di occupare la Mongolia per fermare una possibile ricaduta rivoluzionaria dai rivoluzionari russi in Mongolia e nella Cina settentrionale.

Mongolia nel 1915

Gli otto articoli furono presentati al parlamento mongolo il 15 novembre. La camera alta accettò gli articoli; la camera bassa no, con alcuni membri che chiedevano la resistenza armata, se necessario. I monaci buddisti resistettero, ma prevalsero i nobili della camera alta. Una petizione per porre fine all'autonomia, fu firmata dai ministri e viceministri del governo di Bogd Khan. Il Bogd Khan rifiutò di apporre il suo sigillo fino a quando non è stato costretto dal fatto che il nuovo Primo Ministro Gonchigjalzangiin Badamdorj, installato per ordine di Xu Shuzheng, e le forze conservatrici stavano accettando le richieste cinesi. L'ufficio dell'Alto Commissariato fu abolito e Chen Yi fu richiamato. Il successo di Xu fu ampiamente celebrato in Cina. Il 1º gennaio e i giorni seguenti furono dichiarati giorni festivi in tutte le istituzioni governative a Pechino e nelle province.
Xu Shuzheng tornò in Mongolia a dicembre per l''investitura di Bogd Khan, avvenuta il 1 gennaio 1920. La cerimonia fu elaborata: i soldati cinesi allineati su entrambi i lati della strada per il palazzo; il ritratto del presidente della Cina era portato su un palanchino, seguito dalla bandiera nazionale cinese e da una banda di cembali e tamburi. Quella notte pastori e lama si radunarono fuori dal palazzo e strapparono con rabbia le bandiere della Repubblica cinese appese al cancello. 
Xu si mosse immediatamente per implementare gli Otto Articoli. Le porte degli ex ministeri mongoli erano chiuse a chiave e le sentinelle cinesi appostate di fronte.